# Prochladny
Prochladny (russisch Прохладный, kabardinisch КъалэкӀыхь) ist mit 59.601 Einwohnern (Stand 14. Oktober 2010) die zweitgrößte Stadt der russischen Teilrepublik Kabardino-Balkarien im Nordkaukasus.

## Geographie
Die Stadt liegt im nördlichen Vorland des Kaukasus, rund 150 km nordöstlich des Elbrus und 52 km nordöstlich der Republikhauptstadt Naltschik. Nächstgelegene Stadt ist Maiski mit 13 km Luftlinienentfernung.

## Geschichte
Der Ort wurde 1765 als Siedlung der Saporoger Kosaken gegründet. Im 19. Jahrhundert war sie ein militärischer Vorposten der Kosaken an der südlichen Grenze Russlands zum Kaukasus. Von 1825 hieß die Siedlung Prochladnaja. Sie erlangte 1937 unter dem Namen Prochladny den offiziellen Status einer Stadt.
Im Zweiten Weltkrieg eroberten Verbände der 1. Panzerarmee (Heeresgruppe A) der Wehrmacht die Ortschaft, die jedoch im Zuge der Nordkaukasischen Operation der sowjetischen Streitkräfte im Januar 1943 wieder von den deutschen Okkupanten befreit werden konnte.

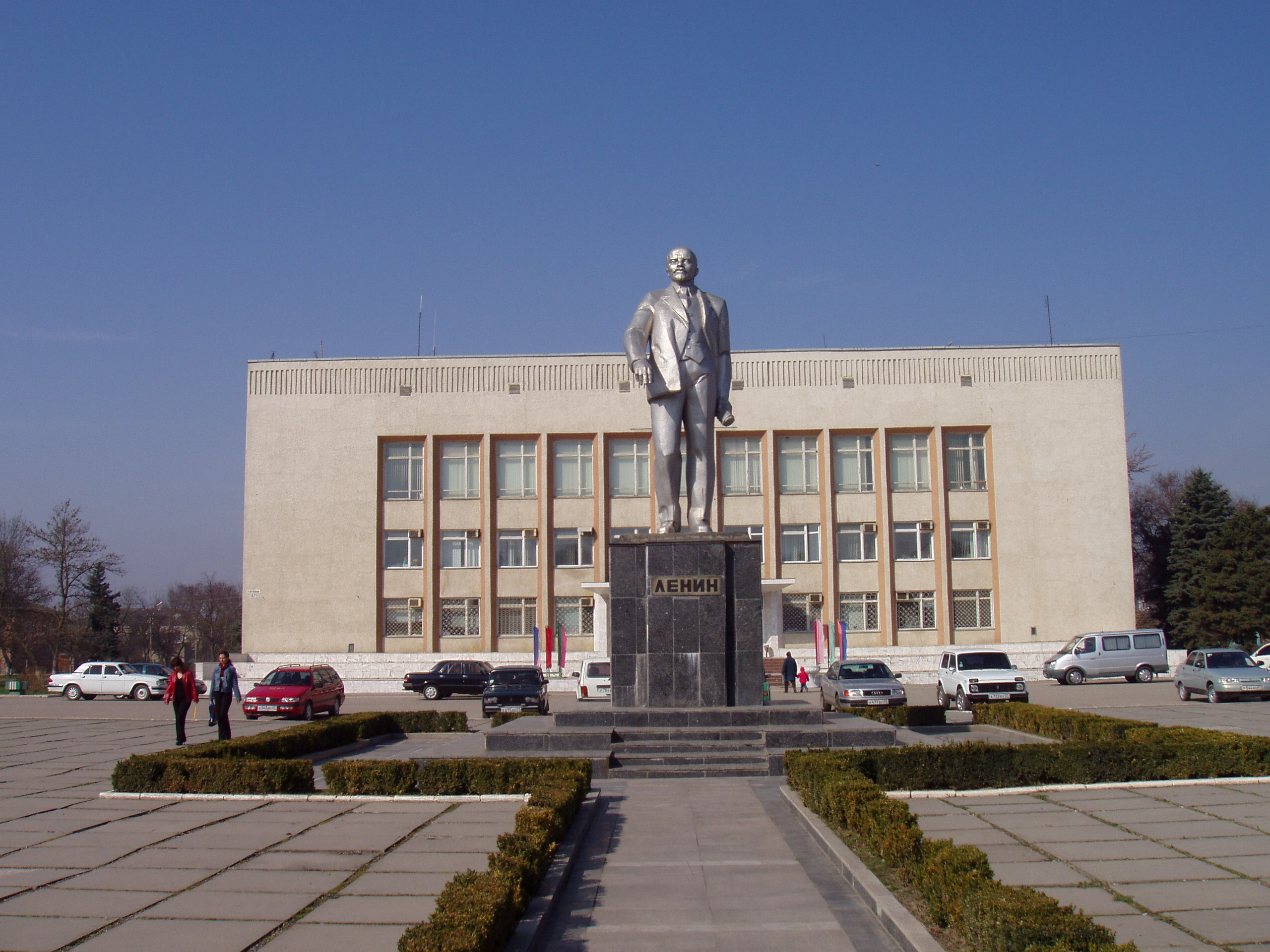
Stadtverwaltungsgebäude

### Bevölkerungsentwicklung
| Jahr | Einwohner |
| ---- | --------- |
| 1939 | 25.369    |
| 1959 | 28.828    |
| 1970 | 40.074    |
| 1979 | 47.557    |
| 1989 | 57.084    |
| 2002 | 61.772    |
| 2010 | 59.601    |

Anmerkung: Volkszählungsdaten

## Söhne und Töchter der Stadt
- Michail Akimenko (* 1995), Leichtathlet
- Arseni Golowko (1906–1962), Admiral
- Marija Lassizkene, geb. Kutschina (* 1993), Leichtathletin
- Anna Matijenko (* 1981), Volleyballspielerin
- Pjotr Ostapenko (1928–2012), Testpilot